# قصص من الخارج
قصص من الخارج هي مجموعة قصص قصيرة كتبها رفيق خالد كاراي ، نُشرت عام 1940. يتكون الكتاب من 17 قصة، واحدة منها تدور أحداثها في سيبيريا والبقية في أجزاء مختلفة من الشرق الأوسط. بدأ المؤلف الكتابة بقطع نثرية صغيرة، وحقق شهرته الحقيقية من خلال كتابيه كتاب المملكة [التركية] وكتاب الحكايات الشعبية". بعد هذا الكتاب لم يقدم المؤلف أي أعمال في مجال القصة القصيرة. وأوضح هذا الوضع بصعوبة كتابة القصة.[بحاجة لمصدر]

## التأليف والنشر
كتب المؤلف القصص في كتابه أثناء وجوده في المنفى في بيروت وحلب وحطاي بين عامي 1930 و1937. هناك آثار من حياة المؤلف في قصصه. نُشرت "شريف أكتاش" و"أكريب" و"كوبيك" و"جيبان" و"لافرنس" و"غونيس كاربماسي" و"كيكليك" و"هول" و"أنتيكاجي" في صحيفة تان [الإنجليزية] عام 1939 تحت عنوان "هافتا مسهلبري". أضاف علي بيرينجي قصتي "زنجير" و"إسطنبول" إلى قائمة المقالات المنشورة في صحيفة تان [الإنجليزية]. تم جمع هذه القصص ونشرها في عام 1940 في كتاب بعنوان قصص من الخارج. من ناحية أخرى، لم يتم تضمين القصص التي تحمل عنوان "ذكريات الخارج" و"ذكريات الفرات" و"ذكريات الشربتة" و"ذكريات الخارج" والتي نُشرت في صحيفة تان [الإنجليزية] عام 1939 تحت عنوان "ذكريات الخارج" في الكتاب.

## الاستقبال
قال أحمد كاباكلي عن "حكايات المملكة" و"حكايات قصص من الخارج": "أسلوبهم بديع، وأحداثهم جذابة، وتصويرهم للبيئة ناجح للغاية، والتقنية المستخدمة قوية أيضًا." جادل عثمان نوري إكيز، الذي درس "كاراي"، بأن هذه الأعمال لا يمكن التفوق عليها تقنيًا حتى اليوم، وأن رفيق خالد فريد من نوعه من حيث إتقانه للغة وقدرته على استخدامها. ولفت نهاد سامي بنارلي الانتباه إلى إتقان لغة المؤلف.[بحاجة لمصدر]

## المحتويات
هناك إجمالي 17 قصة في قصص من الخارج . هذه القصص:
| - "جرح" - "الرجل العجوز" - "تاجر التحف" - "امتحان" - "الشعلة" - "سلسلة" | - "دموع" - "الحجل" - "العقرب" - "كلب" - "لورانس" - "يغلي" | - "غير قانوني" - "شمس" - "هولا" - "إسطنبول" - "طبيب أسنان" |